# Russell Canouse
Russell Canouse, né le 11 juin 1995 à Lancaster aux États-Unis, est un footballeur américain. Il évolue au poste de milieu relayeur.

## Biographie

### En club
Russell Canouse commence sa carrière professionnelle en Allemagne. Il dispute un match en 1. Bundesliga lors de la saison 2016-2017 avec le  TSG 1899 Hoffenheim, puis 20 rencontres en 2. Bundesliga lors de la saison 2017-2018 avec le VfL Bochum.
En août 2018, il s'engage avec le club américain du D.C. United, et s'impose rapidement comme un élément régulier de l'équipe, avec notamment 20 matchs de MLS disputés en 2018.
Le 5 mars 2020, il prolonge son contrat pour une durée de trois ans avec le club américain. Cependant, il est libéré de son contrat par D.C. United à l'issue de la saison 2024.

### En équipe nationale
Avec les moins de 20 ans, il participe au championnat de la CONCACAF des moins de 20 ans en 2015. Lors de cette compétition, il joue cinq matchs. Il officie comme capitaine lors du dernier match contre le Salvador. Il ne peut prendre part à la Coupe du monde des moins de 20 ans organisée en Nouvelle-Zélande, en raison d'une blessure.
Il figure pour la première fois sur le banc des remplaçants de l'équipe nationale A le 29 janvier 2018, lors d'un match amical contre la Bosnie-Herzégovine (0-0). Un an plus tard, il est de nouveau sur le banc des remplaçants, lors d'une rencontre face au Panama (victoire 3-0).